# Cabrera-Baumratte
Die Cabrera-Baumratte (Mesocapromys angelcabrerai) ist eine gefährdete Art der Baumratten, die wie die anderen Vertreter dieser Gattung auf Kuba beschränkt ist. Die Gesamtzahl dieser Nagetiere ist auf mehrere kleine Inseln, die vor der Südküste Kubas liegen, verteilt. Über die Lebensweise der Cabrera-Baumratte ist nur wenig bekannt.
Die Art ist nach dem spanisch-argentinischen Zoologen Ángel Cabrera Latorre benannt.

## Aussehen
Die 60 bis 90 Zentimeter großen Tiere haben einen breiten Kopf mit schmalen, kleinen Augen. Sie haben ein kurzes braunes bis graues Fell und ein weiches kurzes Unterfell, welches den ganzen Körper und den langen Schwanz bedeckt. Die Beine sind kurz.

## Anatomische Besonderheiten
Von allen anderen Nagetieren unterscheiden sie sich aufgrund ihres in drei Kammern aufgeteilten Magens.

## Lebensraum und Entdeckung
Die Cabrera-Baumratte kommt nur in den Mangrovenwäldern der Inselkette Cayos de Ana María vor, die der Insel Kuba im Süden vorgelagert ist. Auf der kubanischen Hauptinsel selbst wurde sie in der Nähe der Hafenstadt Júcaro (Júcaro Este) entdeckt, dort wurden 1970 erstmals zwei Exemplare gefunden.  Seitdem gibt es aber von dort keine weiteren Berichte von Beobachtungen oder Fängen dieser Art.

## Lebensweise
Die Cabrera-Baumratten ernähren sich von Pflanzenteilen und kleineren Tieren, welche sie auf den Mangroven in ihrem Lebensraum finden. In den Mangrovenbäumen, hauptsächlich der Roten Mangrove, bauen sie ihre Nester mit einem Durchmesser von rund einem Meter und mehreren Ein- und Ausgängen. Über die weitere Lebensweise und die Fortpflanzung dieser nachtaktiven Tiere ist kaum etwas bekannt. Zu den natürlichen Feinden zählen Schlangen und Greifvögel.

## Gefährdung und Schutzmaßnahmen
Die Art ist durch die Zerstörung ihres Lebensraums, der Jagd sowie durch die vom Menschen eingeführten Hunde, Katzen und Mangusten in ihrem Bestand gefährdet. Es ist möglich, dass auch die eingeschleppte Hausratte (Rattus rattus) Konkurrenz für die Cabrera-Baumratte darstellt. Die IUCN stuft diese Art aufgrund ihres sehr kleinen Verbreitungsgebietes  als Endangered (gefährdet) ein. Zum Schutz der Art wurde ein Naturreservat auf der Inselkette Cayos de Ana María eingerichtet.

## Verwandte Arten
Die verwandte Langohr-Baumratte (Mesocapromys auritus), die Zwergbaumratte (Mesocapromys nanus) und die San-Felipe-Baumratte (Mesocapromys sanfelipensis) leben ebenfalls auf Kuba. Die beiden Letzteren sind vom Aussterben bedroht. In den Höhlen auf Kuba und deren kleineren vorgelagerten Inseln fand man in den Abfallhaufen um die Feuerstätten der ersten menschlichen Siedler der Insel Überreste weiterer ausgestorbener Arten der Gattung Mesocapromys.